# Belavia

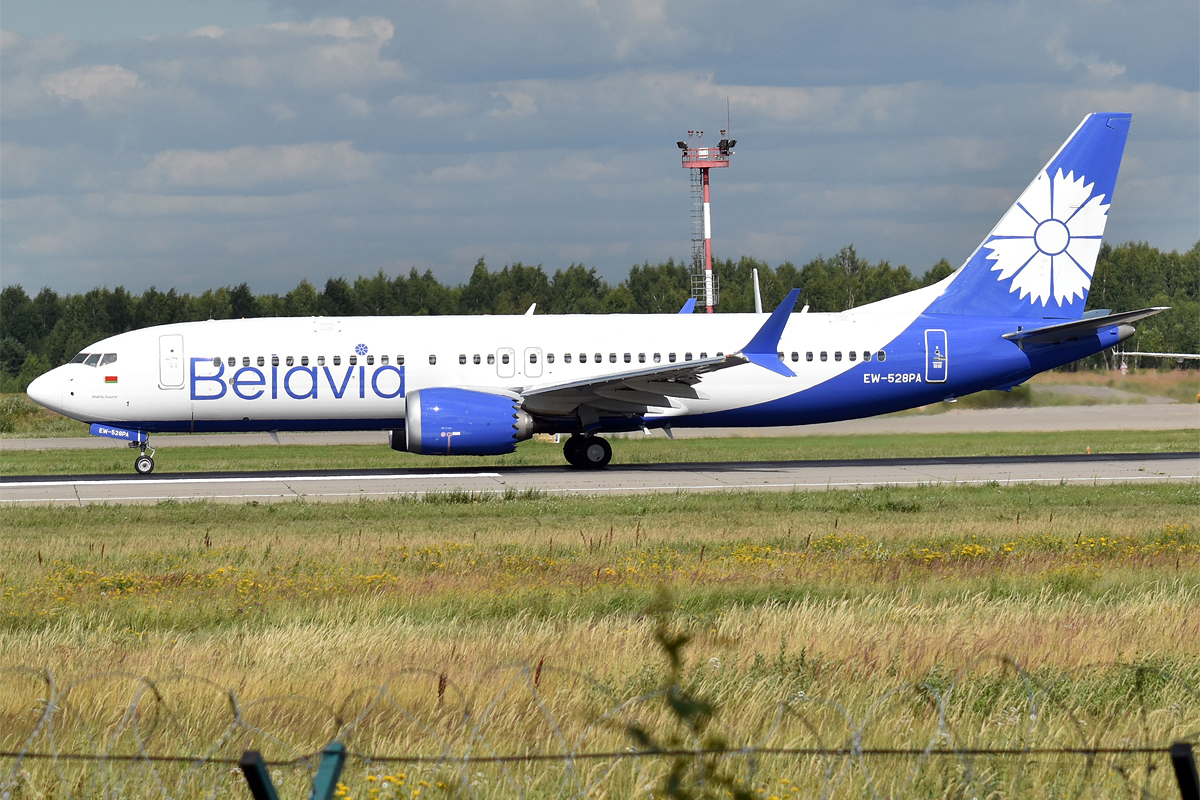
De Boeing 737 MAX 8 van Belavia

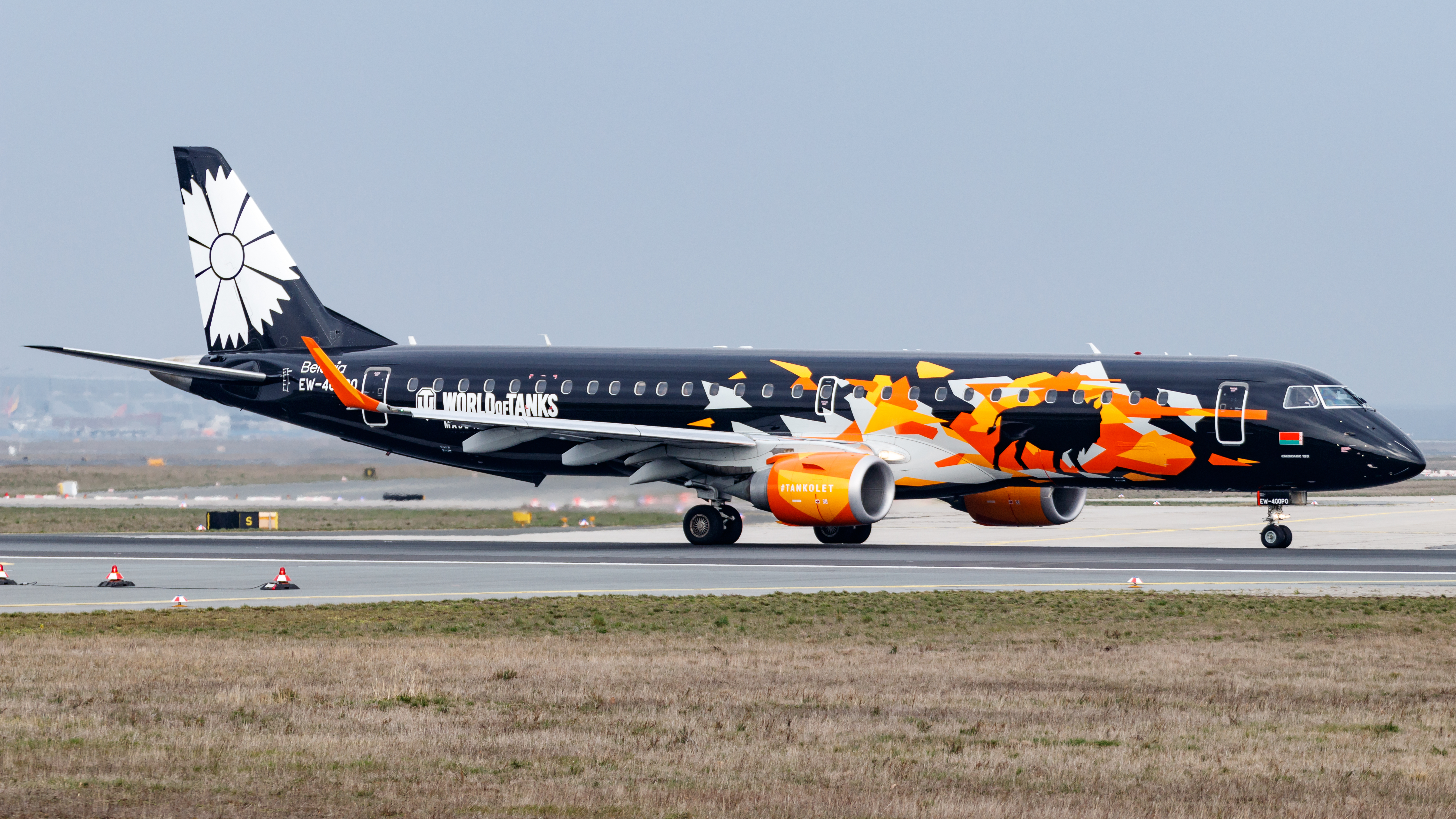
Een Embraer 195 van Belavia in World of Tanks-kleurenschema

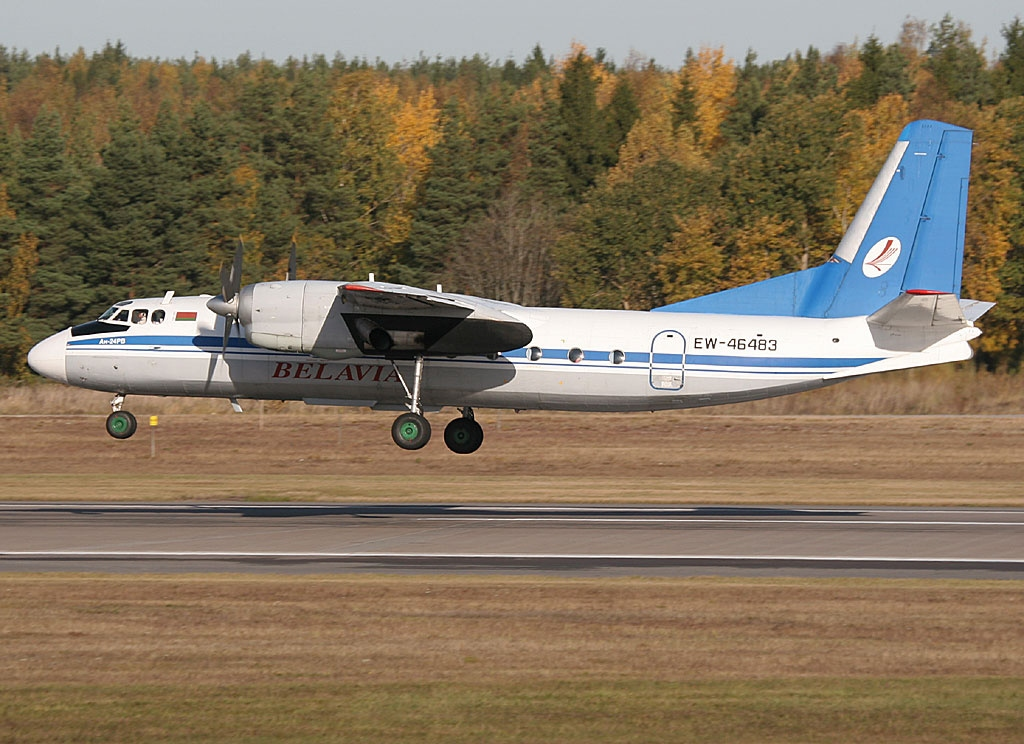
Voormalige Antonov An-24 van Belavia

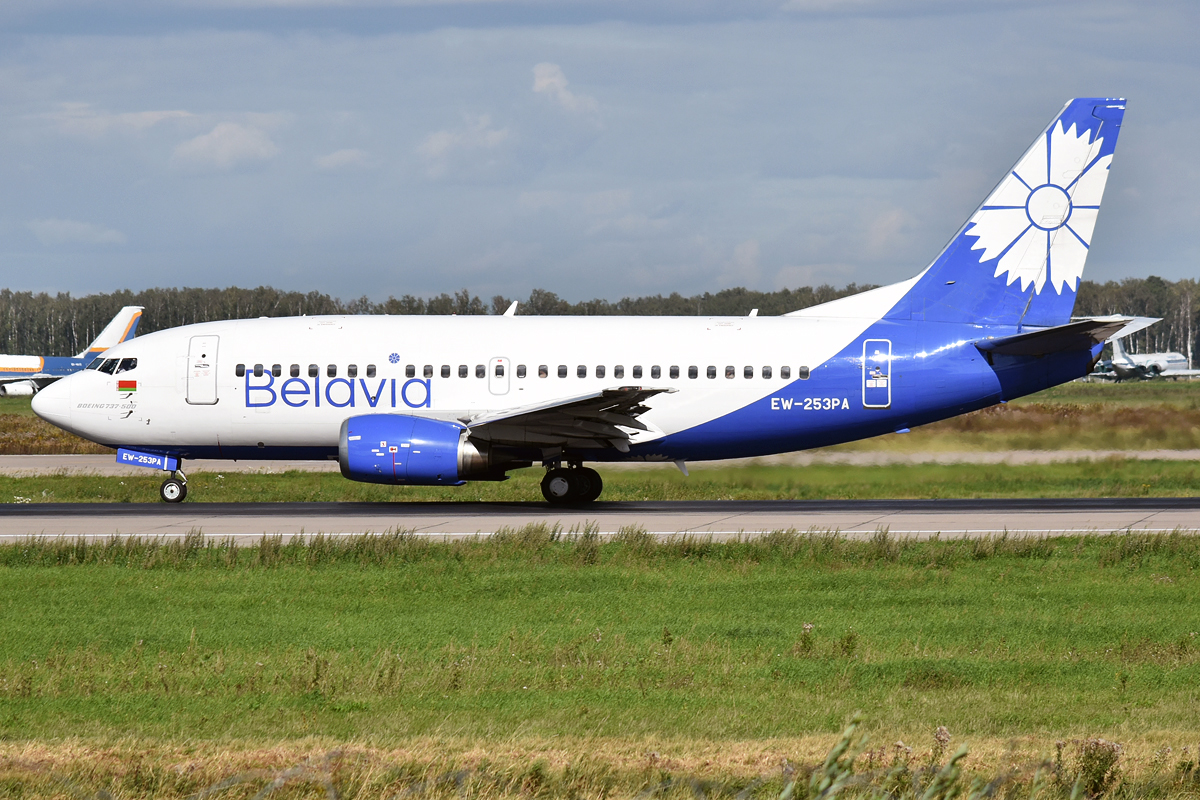
Voormalige Boeing 737-500 van Belavia

Belavia of Belavia Belarusian Airlines  (Wit-Russisch: ААТ «Авіякампанія «Белавія»; Russisch: ОАО «Авиакомпания «Белавиа»), is de nationale luchtvaartmaatschappij van Wit-Rusland en heeft haar hub op de luchthaven van Minsk.
Na het incident met Ryanair-vlucht 4978 op 23 mei 2021 hebben de Europese Unie, het Verenigd Koninkrijk, Zwitserland, Oekraïne en Servië vliegtuigen uit Wit-Rusland verboden hun luchtruim binnen te komen of hun vliegvelden te gebruiken.

## Geschiedenis
Op 7 november 1933 opende een nieuwe terminal op de Nationale Luchthaven Minsk, waardoor de eerste drie vliegtuigen van Belavia van de luchthaven gebruik konden maken. Drie jaar later werden de eerste lijndienst aangeboden naar Moskou. Pas op 5 maart 1996, na het uiteenvallen van de Sovjet-Unie, werd Belavia officieel opgericht. In 2016 onderging de maatschappij een rebranding en ontving haar eerste Boeing 737-800 voor een vlootvernieuwing.
In 2021 werden er sancties opgelegd tegen Wit-Rusland, vanwege het doen van een valse bommelding om activist Roman Protasevitsj op te kunnen pakken in Ryanair-vlucht 4978. Hierdoor moest Belavia een groot aantal routes schrappen en werden vliegtuigen teruggenomen door de verhuurders of aan de grond gehouden. Ook werden openstaande bestellingen geannuleerd. In februari 2024 fuseerde Grodno Aviakompania in Belavia, waardoor Belavia de enige passagiersmaatschappij van het land werd.

## Vloot

### Huidige vloot
De vloot van Belavia bestaat uit de volgende toestellen (maart 2025):
| Type             | In dienst | Orders | Opmerkingen |
| ---------------- | --------- | ------ | ----------- |
| Boeing 737-300   | 2         | —      |             |
| Boeing 737-800   | 5         | —      |             |
| Boeing 737 MAX 8 | 1         | —      | EW-528PA    |
| Embraer 175      | 1         | —      | EW-512PO    |
| Embraer 195      | 4         | —      |             |
| Totaal           | 13        | —      |             |

### Voormalige vloot

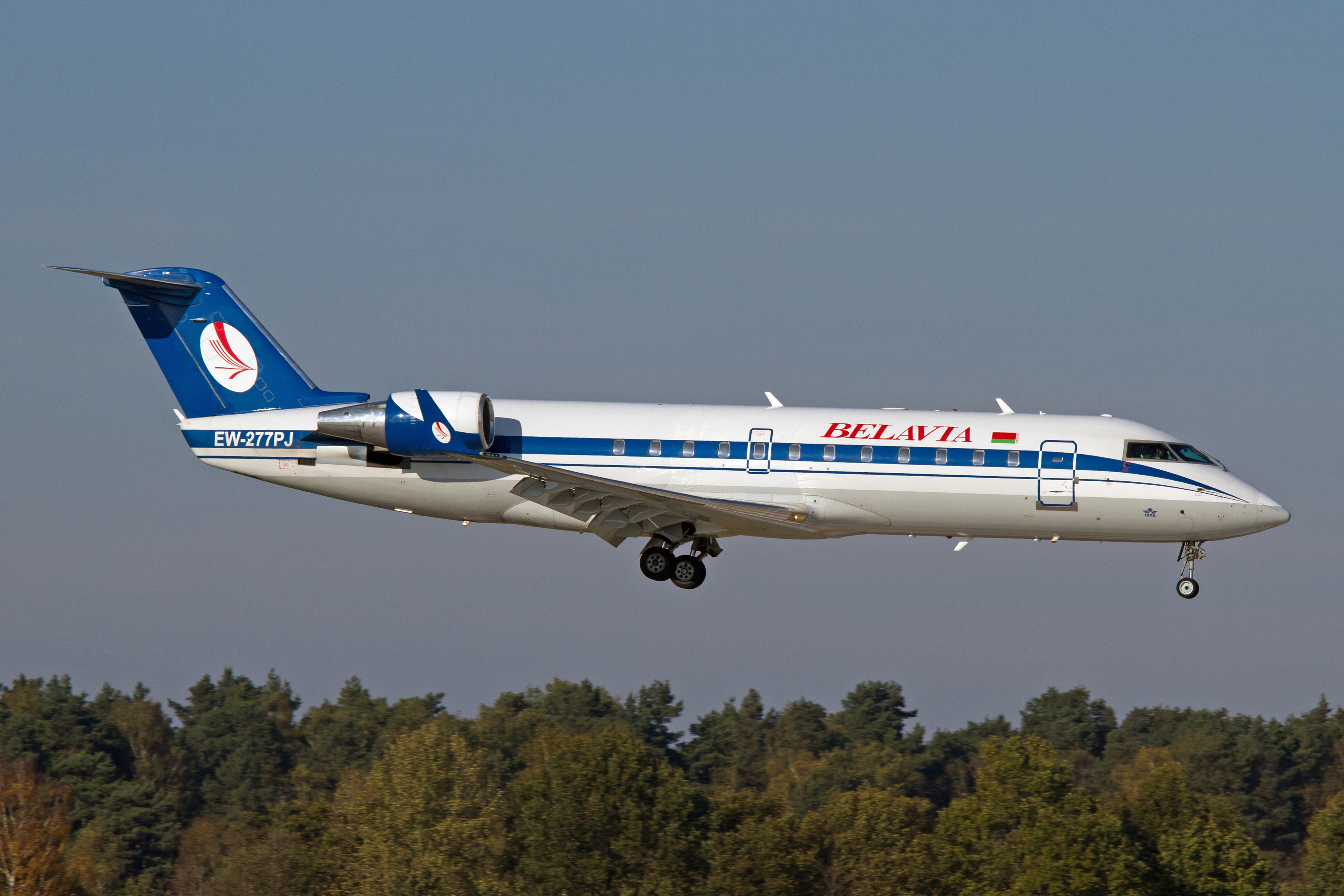
Voormalige Bombardier CRJ-200ER van Belavia

De vloot van Belavia bestond ook uit de volgende toestellen:
| Type                 | Aantal | In dienst | Uitgefaseerd | Opmerkingen                |
| -------------------- | ------ | --------- | ------------ | -------------------------- |
| Antonov An-10        |        |           |              |                            |
| Antonov An-24        | 19     | 1996      | 2006         |                            |
| Antonov An-26        | 7      | 1996      | 2005         |                            |
| Boeing 737-300       | 7      | 2009      | 2022         |                            |
| Boeing 737-500       | 6      | 2003      | 2021         |                            |
| Boeing 737-800       | 4      | 2015      | 2021         | Ingenomen                  |
| Bombardier CRJ-100ER | 2      | 2007      | 2018         |                            |
| Bombardier CRJ-200ER | 3      | 2009      | 2020         |                            |
| Embraer 175          | 4      | 2012      | 2021         | Ingenomen                  |
| Embraer 195          | 3      | 2019      | 2021         | Ingenomen                  |
| Embraer E195-E2      | 3      | 2020      | 2021         | Ingenomen                  |
| Gulfstream V         | 1      | 2020      | 2021         | EW-001PJ, regeringstoestel |
| Iljoesjin Il-86      | 1      | 1996      | 1998         | EW-86062                   |
| Toepolev Tu-124      |        |           |              |                            |
| Toepolev Tu-134A     | 20     | 1996      | 2009         |                            |
| Toepolev Tu-154B     | 2      |           |              |                            |
| Toepolev Tu-154M     | 7      |           |              |                            |
| Toepolev Tu-154B2    | 16     |           |              |                            |
| Jakovlev Jak-40      | 8      | 1996      | 2011         |                            |

## Bestemmingen
Belavia vliegt naar de volgende bestemmingen (maart 2025):
| Land                         | Stad            | Luchthaven                                       | Opmerkingen         |
| ---------------------------- | --------------- | ------------------------------------------------ | ------------------- |
| Armenië                      | Jerevan         | Luchthaven Zvartnots                             |                     |
| Azerbeidzjan                 | Bakoe           | Heydar Aliyev International Airport              |                     |
| China                        | Ürümqi          | Internationale Luchthaven Ürümqi Diwopu          |                     |
| Egypte                       | El Alamein      | Internationale luchthaven El Alamein             | Seizoensgebonden    |
| Egypte                       | Hurghada        | Luchthaven Hurghada                              | Seizoensgebonden    |
| Egypte                       | Sharm-el-Sheikh | Luchthaven Sharm-el-Sheikh                       | Seizoensgebonden    |
| Georgië                      | Batoemi         | Luchthaven Batoemi                               |                     |
| Georgië                      | Koetaisi        | Luchthaven Koetaisi                              |                     |
| Georgië                      | Tbilisi         | Luchthaven Tbilisi                               |                     |
| India                        | Delhi           | Indira Gandhi International Airport              |                     |
| Kazachstan                   | Astana          | Internationale Luchthaven Noersoeltan Nazarbajev |                     |
| Oezbekistan                  | Tasjkent        | Tashkent International Airport                   |                     |
| Oman                         | Salalah         | Luchthaven Salalah                               | Seizoensgebonden    |
| Qatar                        | Doha            | Internationale luchthaven van Doha               | Seizoensgebonden    |
| Rusland                      | Jekaterinenburg | Luchthaven Koltsovo                              |                     |
| Rusland                      | Kaliningrad     | Luchthaven Chrabrovo                             |                     |
| Rusland                      | Kazan           | Luchthaven Kazan                                 |                     |
| Rusland                      | Moskou          | Luchthaven Domodedovo                            |                     |
| Rusland                      | Moskou          | Luchthaven Sjeremetjevo                          |                     |
| Rusland                      | Moskou          | Internationale luchthaven Vnoekovo               |                     |
| Rusland                      | Nojabrsk        | Luchthaven Nojabrsk                              | Seizoensgebonden    |
| Rusland                      | Sint-Petersburg | Luchthaven Poelkovo                              |                     |
| Rusland                      | Sotsji          | Luchthaven Adler-Sotsji                          |                     |
| Rusland                      | Wolgograd       | Internationale luchthaven Wolgograd              |                     |
| Turkije                      | Istanbul        | Istanbul Airport                                 |                     |
| Turkmenistan                 | Türkmenbaşy     | Internationale luchthaven Türkmenbaşy            |                     |
| Verenigde Arabische Emiraten | Dubai           | Dubai International Airport                      |                     |
| Verenigde Arabische Emiraten | Sharjah         | Sharjah International Airport                    | Seizoensgebonden    |
| Wit-Rusland                  | Brest           | Luchthaven Brest                                 |                     |
| Wit-Rusland                  | Homel           | Luchthaven Homel                                 |                     |
| Wit-Rusland                  | Mahiljow        | Luchthaven Mahiljow                              | Vanaf 28 april 2025 |
| Wit-Rusland                  | Minsk           | Nationale Luchthaven Minsk                       | hub                 |
| Wit-Rusland                  | Vitsebsk        | Luchthaven Vitsebsk Vostotsjny                   |                     |

### Codeshare-overeenkomsten
Belavia onderhoudt codeshare-overeenkomsten met de volgende luchtvaartmaatschappijen:
- Nordwind Airlines[15]
- Red Wings Airlines[16]
- Turkish Airlines[17]
- Ural Airlines[18]

## Incidenten en ongevallen
- Op 6 januari 2003 brak de voorruit van een Jakovlev Jak-40 tijdens een vlucht naar Praag.[19] De Tsjechische luchtmacht begeleidde het toestel voor een veilige landing op de luchthaven van Praag.
- Op 14 februari 2008 raakte de vleugel van Belavia-vlucht 1834 de startbaan van Luchthaven Zvartnots, vanwege overtrek door ijsaanzetting.[20][21] De Bombardier CRJ-100ER sloeg om op de baan en vloog in brand.[22] De 21 inzittenden konden allemaal op tijd geëvacueerd worden.